# Bleptina jubitaria
Bleptina jubitaria är en fjärilsart som beskrevs av D. Jones. Bleptina jubitaria ingår i släktet Bleptina och familjen nattflyn. Inga underarter finns listade i Catalogue of Life.